# Aleksandr Kosenkov
Aleksandr Kosenkov (Jabárovsk, Unión Soviética, 28 de julio de 1956) es un clavadista o saltador de trampolín soviético especializado en trampolín de 3 metros, donde consiguió ser medallista de bronce olímpico en 1976.

## Carrera deportiva
En los Juegos Olímpicos de 1976 celebrados en Montreal (Canadá) ganó la medalla de bronce en los saltos desde el trampolín de 3 metros, con una puntuación de 567 puntos, tras el estadounidense Phil Boggs y el italiano Giorgio Cagnotto.